# エスクリン
エスクリン(Aesculin)は、セイヨウトチノキ、カリフォルニアバックアイやセイヨウオニシバリに含まれるクマリンのグルコシドである。たんぽぽコーヒーにも含まれる。

## 医学利用
エスクリンは、細菌、特に腸球菌やリステリアの種を同定するために、微生物学の研究で用いられる。実際、レンサ球菌のグループDの全ての株は、エスクリンを40%胆汁中で加水分解する。

## 加水分解試験
エスクリンは、クエン酸第二鉄と胆汁とともに寒天培地に取り込まれ、胆汁エスクリン寒天培地が作られる。エスクリンが加水分解されるとエスクレチン（6,7-ジヒドロキシクマリン）とグルコースが生成される。エスクレチンは、クエン酸第二鉄と濃茶色または黒色の錯体を形成するため、加水分解を確認することが可能である。
胆汁エスクリン寒天培地に菌を接種し、37℃で24時間培養し、濃茶色や黒色のハロが表れれば、試験が陽性であったということになる。腸球菌、アエロコッカス属、リューコノストック属では陽性の反応が出る。エスクリンは、長波長の紫外線（360nm）下で蛍光を発するが、エスクリンが加水分解されると、この蛍光も消失する。
腸球菌は、接種後4時間程度で陽性を示すこともある。